# Antonio López Guerrero
Antonio López Guerrero (n. 13 septembrie 1981, Benidorm, Spania), cunoscut sub numele de Antonio López, este un fotbalist spaniol ce în prezent joacă pentru Atlético Madrid, fiind și căpitanul formației madrilene.